# Generalkaptenskapet Venezuela
Generalkaptenskapet Venezuela (spanska: Capitanía General de Venezuela) var ett administrativt distrikt inom Spanska imperiet, skapt 1777 för att stärka Venezuela-provinsens autonomi, efter att den tidigare ingått i Vicekungadömet Nya Granada och Real Audiencia de Santo Domingo. Det skapades ett enhetligt styre inom politik (guvernör), militär (generalkapten), ekonomi och juridikj (audiencia). Skapandet var en del av Bourbonreformerna och lade grunden för det framtida skapandet av staten Venezuela, framför allt genom Maracaiboprovinsens orienterering mot Caracas.